# VI Concilio de Toledo
Fue convocado por el rey visigodo Chintila (lo mismo que el número V), para reafirmar lo convenido en el concilio anterior y conseguir más apoyo y la paz interna que hasta la fecha parecía imposible de mantener.
El Sexto Concilio de Toledo se inició el 9 de enero del 638 y en él estuvieron presentes cincuenta y tres obispos (más del doble que en el anterior) y entre ellos había tres procedentes de la Narbonense (los de Elna y Lodève y el metropolitano de Narbona Esclua), provincia que no estuvo representada en el V Concilio. El Concilio fue considerado una reunión de los Obispos de Hispania y La Galia a diferencia del anterior que se calificó como una reunión de obispos de “las diversas provincias de Hispania”.
De los diecinueve cánones del concilio, cuatro estuvieron dedicados a cuestiones políticas, mientras los otros quince se dedicaron a los judíos, monjes, penitentes, libertos, órdenes sagradas, beneficios y bienes de la Iglesia. El Concilio restableció a Marciano como Obispo de Écija, de cuya sede fue depuesto su rival Habencio, que le había depuesto antes mediante intrigas (una primera apelación ya había sido tratada en el IV Concilio).
La asamblea dictó algunas normas eclesiásticas pero sobre todo reafirmó las decisiones del V Concilio sobre la seguridad del rey y de su familia.
El Concilio tocó el tema de los acusados (culpables) de ciertos delitos (que al parecer eran un número importante) que se habían refugiado en tierra extranjera y desde allí habían causado daños al reino, los cuales, en caso de ser apresados, serían excomulgados. 
Se intentó consolidar la posición del rey: se lanzó anatema sobre aquellos que atacasen al rey, lo destronasen, usurpasen su posición o reuniesen un grupo de conspiradores para perjudicarle. El sucesor de un rey que hubiera sido asesinado quedaría deshonrado si no castigaba al culpable o culpables del regicidio.
El VI Concilio supuso también la adopción de medidas contra los judíos, que al parecer se promulgaron para contentar al Papa que así lo exigía en una carta. 
Se reformaron las disciplinas eclesiásticas reconociéndose a las Iglesias y conventos el dominio absoluto y perpetuo de los bienes obtenidos por donación real o de los fieles.
La obtención de un obispado por simonía se castigaría con la pérdida de bienes del culpable y su excomunión. 